# Monique Parent
Monique Parent  (* 4. November 1965 in San Luis, Kalifornien) ist eine US-amerikanische Schauspielerin und Model.

## Lebenslauf
In Amerika ist sie eine der beliebtesten Schauspielerinnen in der Kategorie B-Movies. Das liegt zum größten Teil an ihren darstellerischen Fähigkeiten der verschiedensten Charaktere, die eine Frau auszeichnen, und zum anderen an ihrem Äußeren. Sie startete direkt nach diversen Foto-Sessions für mehrere Agenturen in die Erotik-Szene, angefangen mit dem Film Night Visions aus dem Jahr 1991. Bis zum Jahr 1995 konnte sie sich als eine Art Erotik-Diva etablieren, allein in den beiden Jahren 1995 und 1996 spielte sie in mehr als 16 Filmen mit. Schauspielerei studierte sie während ihrer Zeit als Model am Beverly Hills Playhouse unter der Leitung der beiden Agenten Jeffrey Tambor und Milton Katselas.

## Filmografie

### Spielfilme
- 1991: Night Visions
- 1992: Playboy: Erotic Fantasies
- 1992: Secret Games
- 1993: Other People’s Secrets
- 1993: Double Standards
- 1993: Sünden der Begierde (Sins of Desire)
- 1993: Die dunkle Macht der Leidenschaft (Body of Influence)
- 1993: Beach Bunnies (Buford’s Beach Bunnies)
- 1993: Bodyguard für heiße Nächte (Night Eyes Three)
- 1993: The Making of ’…And God Spoke’
- 1993: Dragon Fire
- 1993: Sex and the Single Alien
- 1993: Girls of the Sunset Strip
- 1993: Brief Affairs (Divorce Law)
- 1993: Cyber Seeker
- 1994: Dangerous Touch – Tödliche Berührung (Dangerous Touch)
- 1994: Sexual Outlaws
- 1994: Midnight Confessions – Intime Geständnisse (Midnight Confessions)
- 1994: Play Time
- 1994: Perfect Gift
- 1994: Love Street 1: I Dreamed of Angels Crying (Kurzfilm)
- 1994: Blind Obsession
- 1994: Bikini Med School
- 1995: Feuchte Zone L.A. (Blonde Heaven)
- 1995: Vicious Kiss – Wilde Küsse (Vicious Kiss)
- 1995: Verhängnisvolle Beziehung (Scoring)
- 1995: Revenge of the Calendar Girls
- 1995: Point Dume
- 1995: Mirror, Mirror III: The Voyeur
- 1995: Married People, Single Sex II: For Better or Worse
- 1995: Desert Blues
- 1996: Masseuse
- 1996: Lügen haben lange Beine (The Truth About Cats & Dogs)
- 1996: White Cargo
- 1996: Sunset After Dark
- 1996: Stripshow
- 1996: Ladykiller
- 1996: Jimi
- 1996: Hot Nightmares (Love Me Twice)
- 1996: Erotic Confessions: Volume 1
- 1996: Desire: An Erotic Fantasyplay
- 1996: Dance of Desire
- 1997: Lust: The Movie
- 1997: Lebensborn
- 1997: Die Chaotentruppe vom 6. Revier (Busted)
- 1997: Dark Secrets
- 1997: Tender Flesh
- 1997: James Dean: Race with Destiny (Fernsehfilm)
- 1997: Orchideen für eine Leiche (Heartless, Fernsehfilm)
- 1997: Alien Escape
- 1997: Maximum Security – Streng geheim (Maximum Revenge)
- 1997: Lovers, Liars and Thieves
- 1998: The Catcher – Drei Strikes bis zum Tod (The Catcher)
- 1998: Turnaround
- 1998: Sweetheart Murders
- 1998: Heißer Sommer in L.A. (Club Wild Side)
- 1998: Club Wild Side II (Club Wild Side 2)
- 1999: The Pornographer
- 1999: Bloodthirsty
- 1999: Sexy Pool-Party (The Key to Sex)
- 1999: Ranch der Leidenschaft (Temptations)
- 2000: Maxine und ihr Bodyguard (The Seduction of Maxine)
- 2001: Passion Lane
- 2001: Dean Quixote
- 2001: Seaside Seduction
- 2002: The Perfect Cut
- 2002: Close Enough to Touch
- 2002: Perfectly Legal
- 2002: Passion’s Peak
- 2002: Wicked Temptations
- 2003: Los jornaleros
- 2005: Lust Connection (Fernsehfilm)
- 2005: The Witches of Breastwick
- 2006: Insatiable Obsession
- 2006: Carnal Cravings
- 2006: Temptations of Lust (Fernsehfilm)
- 2006: Dead Boyz Don’t Scream
- 2006: Adult Behavior (Kurzfilm)
- 2007: Illicit Behavior (Fernsehfilm)
- 2007: The Breastford Wives
- 2007: The Stolen Moments of September
- 2008: Voodoo Dollz (Fernsehfilm)
- 2008: Bikini Royale (Fernsehfilm)
- 2008: Blood Scarab
- 2009: Strangers Online
- 2011: The Fergusons
- 2011: Breath of Hate
- 2011: 1313: Boy Crazies
- 2012: The Perfect House
- 2012: 1313: UFO Invasion
- 2013: The Profane Exhibit
- 2017: Air Speed – Fast and Ferocious (The Fast and the Fierce)
- 2017: Scumbag
- 2017: Axeman 2: Overkill
- 2017: Jack vs Lanterns
- 2019: Cuck
- 2019: Hollywood Boulevard
- 2019: Loved To Death
- 2020: The Aerialist
- 2022: Teuflische Gesellschaft (Killer Ambition, Fernsehfilm)
- 2022: Revenge Best Served Chilled (Fernsehfilm)
- 2023: That’s a Wrap
- 2023: Creeping Death
- 2023: Axeman at Cutters Creek 2

### Fernsehserien
- 1993: South of Sunset (eine Folge)
- 1993: American Sweethearts: An Erotic Vision of a Seductive Kind
- 1994: Love Street (eine Folge)
- 1995: The Watcher – Das Auge von Vegas (The Watcher, eine Folge)
- 1995, 1997: Erotic Confessions (zwei Folgen)
- 1996: Night Stand (eine Folge)
- 1996: Hot Line (eine Folge)
- 1996: Walker, Texas Ranger (eine Folge)
- 1996–1998: Beverly Hills Bordello (vier Folgen)
- 1998: Intimate Sessions (eine Folge)
- 2000: Die Liebesbucht (eine Folge)
- 2001: Black Scorpion (eine Folge)
- 2001: Thrills (eine Folge)
- 2002–2003: Hotel Erotica (vier Folgen)
- 2004: Black Tie Nights (eine Folge)
- 2006: Sex Games Vegas (eine Folge)
- 2010–2011: Tanya X (fünf Folgen)
- 2011: Uncut

### Videospiel
- 1996: Phantasmagoria 2: A Puzzle of Flesh